# 宮城伸一郎
宮城 伸一郎（1955年12月17日 - ）は、東京都出身のベーシスト。チューリップのメンバー。

## 略歴
1975年、チューリップの弟バンドとして、チューリップリーダー財津和夫がプロデュースしたフォーク・グループがむがむに、ベーシストとしてオーディション合格。3枚目のシングル、『青い空はいらない』でデビュー。がむがむ解散後、ARBに加入するも1979年、メンバーチェンジ直前のチューリップツアーに参加。その後、チューリップに正式加入し1989年の一時解散に加えて1997年の再結成後から現在に至り一貫してチューリップのベーシスト。
2006年2月、秋田県立能代高等学校の先輩の松尾一彦と、ジョイント・コンサートを開催。2006年秋には チューリップのメンバーのうち、上田雅利、姫野達也の3人でユニット、LIPを結成し、ツアーを行なう。LIPではリードギターを担当。
他アーティストへの楽曲提供、プロデュースなどの実績もある。
2007年5月、初めての完全単独ソロライブを開催。シングル「風になった日」発表。
2009年1月17日、同じくチューリップの元メンバーの丹野義昭、サポートメンバーだった小林涼、上野義雄、北原拓、AKIRAとTEAMを結成しライブ活動を行った。

## チューリップ
1980年以降の全てのシングル、アルバムに参加。本人の作詞・作曲、歌唱による楽曲は、各オリジナル・アルバムにほぼ一曲以上収録されている。代表曲に「エジプトの風」、「オレンジの花火」、「渋谷Flower Friday」など。レコーディングではベースだけでなく、ギターも演奏。

## チューリップ以外での主な活動

### がむがむ
- 青い空はいらない（1975年）/ リードボーカル、ベース演奏
- 卒業（1976年）/ リードボーカル、ベース演奏
- LOVE LETTER（1976年）/ 本人作曲（デビュー作）、リードボーカル

### 作曲提供楽曲
- サーカス　『GOOD LUCK』（含本人作詞）
- 清水英哉　『守れないDream』
- 鈴木茂　『LONG DISTANCE CALL』（ニューエイジミュージック）（編曲）
- とんぼ　『銀のアスファルト』
- 堀ちえみ　『波の中のフューチャー』
- 松田聖子　『チェルシー・ホテルのコーヒー・ハウス』
- 水谷麻里　『風になりたい』
- 山瀬まみ
  - 『セシリア・Bの片想い』『水晶球』『Miracle Kiss』『雨のマリオネット』
- 芳本美代子
  - 『Endless Love Song』『クレープシュゼット』『ハイビスカスの夏』『ワンサイデッドラブ』『アプリコットキッス』『渚のジェットコースター』『パラダイスパーク』『ワイパーにはさんだI Love You』『涙に消えたクリスマス』

### 演奏者、バックコーラスとしての参加アルバム
- 財津和夫
  - 『宇宙塵』『ONE WORD』『サボテンの花〜grown up〜』
- 斉藤和義
  - 『素敵な匂いの世界』『WONDERFUL FISH』『WONDERFUL MIX』『COLD TUBE』
- 漣健児トリビュート　『Together and Forever』
- 清水英哉　『君を愛することは得意でも』
- 鈴木トオル　『悲しきレイン・トレイン』（シングルCD「Mariage」C/W）『可憐』
- 松田聖子　『SUPREME』

### 他アーティストのアルバム制作に関わった作品
- あんじ
  - 『リボンのマーチ/アルバム『ATOM KIDS』より』
- 財津和夫
  - 『ONE WORD』『ZAITSU SONGS ア・カペラ』『サボテンの花〜grown up〜』
- 斉藤和義
  - 『青い空の下…』『素敵な匂いの世界』『WONDERFUL FISH』『FIRE DOG』『ジレンマ』『Golden Delicious』『ソファ』『十二月』『Golden Delicious Hour』『COLD TUBE』『Collection "B"』『HALF』
- 清水英哉　『君を愛することは得意でも』
- 鈴木トオル　『Mariage』『可憐 〜恋よりも優しい人〜』『VOICE（洋楽編）・（邦楽編）』『約束』『“T” for you…』
- SEVEN　『SEVEN』
- ROSY ROXY ROLLER　『ROSE BUDS』